# Krzysztof Biegański

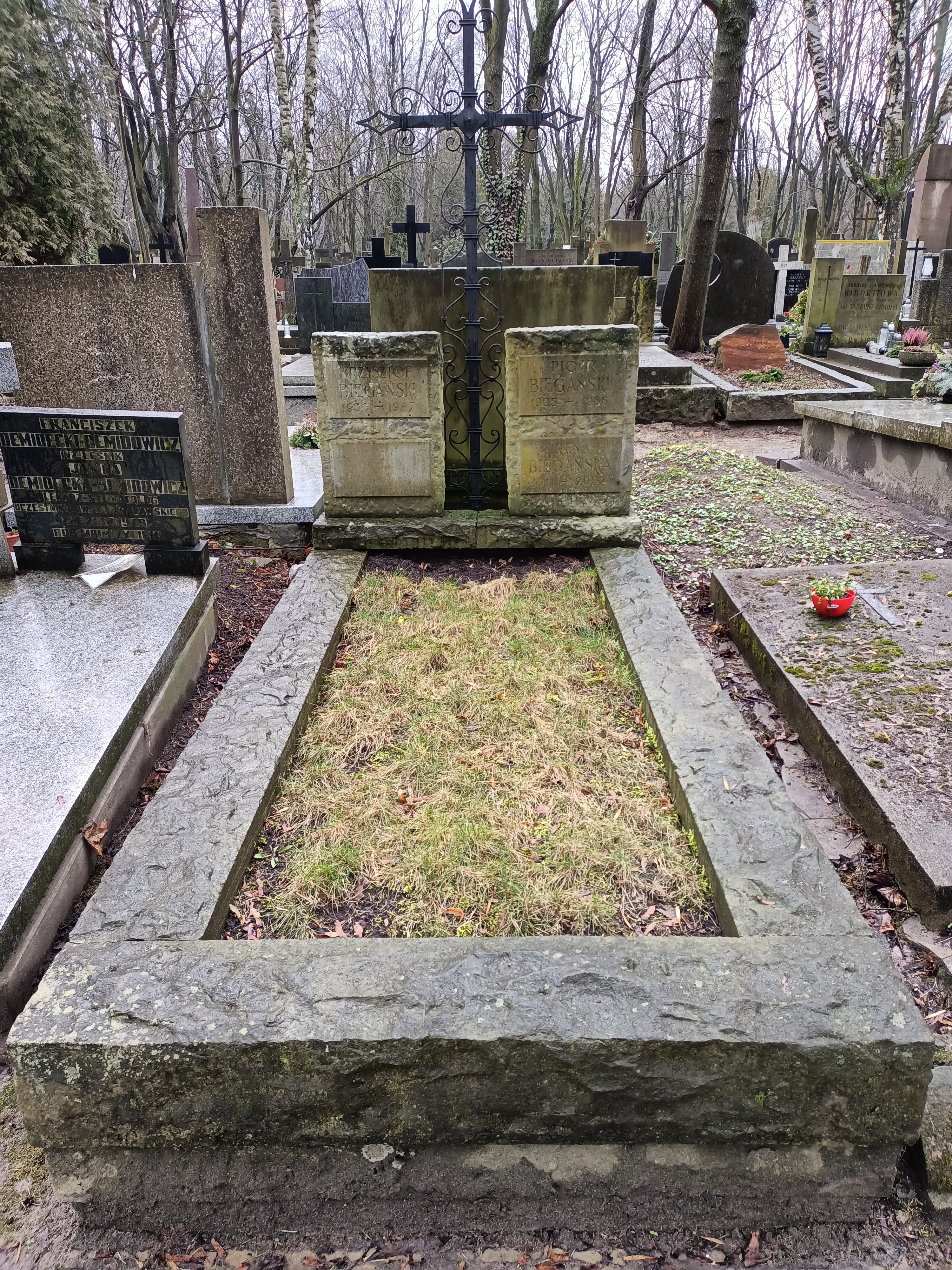
Grób Krzysztofa Biegańskiego na cmentarzu Powązkowskim

Krzysztof Biegański (ur. 16 grudnia 1936 w Warszawie, zm. 20 listopada 1967 tamże) – polski muzykolog, dyrygent, wykładowca akademicki.

## Życiorys
Syn Piotra Biegańskiego i Ireny Szperl. Absolwent VI Liceum Ogólnokształcącego im. Tadeusza Reytana w Warszawie (1953). Dyplom z muzykologii uzyskał na Uniwersytecie Warszawskim w 1959 pod kierunkiem ks. prof. Hieronima Feichta. Edukację kontynuował na Uniwersytecie w Poitiers. Następnie podjął studia dyrygenckie pod kierunkiem Stanisława Wisłockiego w Państwowej Wyższej Szkole Muzycznej w Warszawie, uzyskując dyplom z wyróżnieniem w 1963. Studia dyrygenckie kontynuował pod kierunkiem Sergiu Celibidache’a w Accademia Chigiana w Sienie oraz na kursach „Vacanze Musicali” u Franco Ferrary w Wenecji. W 1967 obronił na Uniwersytecie Warszawskim doktorat poświęcony polskim zabytkom monodii cheironomicznej (promotor Hieronim Feicht).
Od 1957 był zaangażowany w działania na rzecz inwentaryzacji muzyki dawnej w Polsce. W latach 1959–1967 pracował w Instytucie Muzykologii Uniwersytetu Warszawskiego, najpierw na stanowisku asystenta, następnie jako adiunkt. Ponadto wykładał dyrygenturę w Państwowej Wyższej Szkole Muzycznej w Warszawie i kierował tamtejszą orkiestrą. Od 1960 pełnił funkcję sekretarza naukowego serii wydawnictw źródłowych „Antiquitates Musicae in Polonia” pod kierunkiem Hieronima Feichta.
Zajmował się badaniami nad chorałem gregoriańskim. Dokonał pierwszego opracowania i wydania najcenniejszego z zachowanych w Polsce zabytków monodii cheironomicznej – gnieźnieńskiego Missale Plenarium. Zajmował się również studiami nad muzyką Fryderyka Chopina oraz zagadnieniami współczesnej kultury muzycznej, m.in. dokonaniami Karola Szymanowskiego i Aleksandra Tansmana. Był autorem jednego z pierwszych po 1945 tekstów przywracających pamięć o postaci i dorobku Aleksandra Tansmana w kraju. Został pochowany na cmentarzu Powązkowskim w Warszawie (kw. 114-VI-14).

## Wybrane publikacje
- [rec.] Traité d'harmonie tonale, atonale et totale, Nicolas Obouhow, José David, Lucien Garban, Paris 1956, „Muzyka” 1957, nr 2, s. 89–94
- Technika dźwiękowa w „Metopach” i „Maskach” Karola Szymanowskiego, „Muzyka” 1957, nr 4, s. 45–66
- The National Philharmonic Warsaw, Kraków 1959
- Filharmonia Narodowa, Warszawa 1960
- Chopin w literaturze i muzyce światowej, „Problemy Polonii Zagranicznej” 1960, t. 1, s. 205–234
- Elementy skalowości ludowej w mazurkach Chopina i ich konsekwencje harmoniczne [w:] F. F. Chopin, red. Z. Lissa, „Prace Instytutu Muzykologii Uniwersytetu Warszawskiego”, Warszawa 1960, s. 79–123
- Aleksander Tansman, kompozytor, pianista, dyrygent, „Ruch Muzyczny” 1960, nr 10–11, s. 8–9
- Koncert na orkiestrę Aleksandra Tansmana, „Ruch Muzyczny” 1960, nr 21, s. 14
- Sabbataj C'wi, nowa opera A. Tansmana, „Ruch Muzyczny” 1961, nr 9, s. 2–3
- Évolution de l'attitude de Chopin a l'égard du folklore (suivant ses mazurkas) [w:] The Book of the First International Musicological Congress devoted to the Works of F. Chopin: 16–22 II 1960, red.  Z. Lissa, Warszawa 1963, s. 95–99.
- [rec.] Musica Medii Aevi, t. I, pod red. Jerzego Morawskiego, Kraków 1965, „Muzyka” 1966, nr 2, s. 156–162
- Gnieźnieńskie „Missale plenarium” jako przykład zabytku izolowanego, „Muzyka” 1966, nr 3–4, s. 75–81
- Muzyka staropolska. Wybór nie publikowanych utworów z XII–XVIII wieku, red. H. Feicht, oprac. K. Biegański, Kraków 1966.
- Biblioteka muzyczna Zamku w Łańcucie, Łańcut-Kraków 1968
- Missale Plenarium. Bibl. Capit. Gnesnensis MS 149, „Antiquitates musicae in Polonia”, vol. 11–12, red. H. Feicht, Warszawa 1970–1972 (współpraca Jerzy Woronczak)